# Gült
Die Gült, auch Gülte oder Gilt, ist ein historischer Begriff aus dem mittelalterlichen Finanz- und Steuerwesen. Sie bezeichnete eine aus einem Grundstück an den Grundherrn zu zahlende Steuer, Abgabe, ein Pfand oder eine Geldrente und war vor allem im süddeutschen Raum, Österreich und der Schweiz gebräuchlich. Es wurde zwischen der Geldgülte (Zahlung in Geld) und der Fruchtgülte (Zahlung in Naturalien) unterschieden.
Es existierten Abgabenregister als sogenannte Gültbücher. Einen zinspflichtigen Bauern nannte man Gültbauer, den Gläubiger den Gültherrn. Die Gült als Grundpfand bewirkte eine Haftung durch das belastete Grundstück, nicht durch den Schuldner persönlich.

## Wortherkunft
„Gült“ ist eine Ableitung vom Verb „gelten“, althochdeutsch geltan ‚(zurück)zahlen, entschädigen, opfern, wert sein‘. Stammverwandte Wörter sind gültig, entgelten, vergelten und die Interjektion gelt, auch gell(e).

## Deutschland
Die Gült oder Gelt im Sinne einer Grundrente wurde in Deutschland meist als Gefälle oder Grundgefälle bezeichnet. Ein Gefälle war eine rein vermögensrechtliche Grundlast, d. h. eine Reallast ohne persönliche oder dingliche Abhängigkeit. Zu den sogenannten Herrschaftsgefällen gehörten an den Landesherrn zu leistende Naturalabgaben, etwa Gänse, Hühner oder Eier.
In Frankreich mit der Französischen Revolution abgeschafft, bestanden die Gefälle in Deutschland noch bis zu den Preußischen Reformen, insbesondere dem Gesetz, betreffend die Ablösung der Reallasten und die Regulirung der bäuerlichen und gutsherrlichen Verhältnisse vom 2. März 1850.

## Österreich
Die Gült oder auch Gilt war im Unterschied zum Stiftgeld eine Abgabe in Naturalien, die als Bringschuld jährlich in gleicher Menge an den Grundherrn geleistet werden musste, z. B. als Getreide- oder Käsegilt. Sie war ein seit dem 15. Jahrhundert in den Ländern Ober- und Niederösterreich, Steiermark, Kärnten, Krain und in der Grafschaft Görz, aber auch in Bayern, z. B. im Klostergericht Benediktbeuern, gebräuchliches System zur Taxierung der steuerpflichtigen Einkünfte der landsässigen Adligen und Prälaten. Sie diente, nachdem der Landtag dem Kaiser eine Steuer bewilligt hatte, zur Umlage der auf Herren, Ritter und Prälaten entfallenden Steuerlast auf die einzelnen Mitglieder dieser Stände.
Man brachte dabei die Zins- und Pachteinkünfte der Grundherrschaften in Anrechnung, die von den untertänigen Bauern abgeführt werden mussten. Naturalleistungen der Untertanen wurden dabei weit unter dem Marktwert in Geldbeträge umgerechnet. Das von den Grundherren selbst bewirtschaftete Land war steuerfrei. Die Ermittlung der Einkünfte erfolgte entweder durch Selbsteinschätzung der einzelnen Adligen und Prälaten oder wurde durch ständische Beamte vorgenommen. Die habsburgischen Landesherren konnten die Richtigkeit der Gültbeträge nicht kontrollieren. Die Schätzungen wurden in von den Ständen geführte Gültbücher eingetragen (Gülteinlagen).
Bei der Steuerbewilligung durch die Landtage kamen dann zwei Verfahren zur Anwendung: Entweder sagten die Stände dem Landesherren eine feste Summe zu, die dann gemäß dem Gültbuch auf die einzelnen Adligen und Prälaten verteilt wurde, nachdem man vorher den Steueranteil der landesunmittelbaren Städte und Märkte abgezogen hatte, oder man bewilligte einen festen Prozentsatz der Gült. Die Zahlungsverpflichtungen wälzten die Grundherren dann fast zur Gänze auf ihre Untertanen ab. So sind in einem „Registrum der gueter ze jachnaw“ des Klosters Benediktbeuern von 1494 19 Bauernhöfe der Jachenau mit der jeweils zu leistenden „Käsgült“ oder „Eysngült“ aufgeführt.
Seit den vierziger Jahren des 16. Jahrhunderts wurde mit Gült jedoch nicht mehr nur das Renteneinkommen des adligen und kirchlichen Grundbesitzes verstanden, sondern sie wurde allgemein zum Maßstab der ständischen Steuerbewilligungen, die in einem Vielfachen der Gült ausgedrückt wurde. Bewilligt wurden nun die halbe, einfache oder doppelte Gült. Entstanden war dieses System durch die Notwendigkeit, die in gemeinsamen Ausschusslandtagen von mehreren Ländern bewilligten Steuern auf diese umzulegen. Diese Aufteilung der Steuerquote pro Land orientierte sich nicht mehr an den tatsächlichen Gülteinkommen als Maß für die Finanzkraft, sondern stellte einen politischen Kompromiss dar. Seit 1544 hatte sich der Proporz zwischen den Ländern eingespielt. Steiermark und Niederösterreich zahlten etwa gleich viel, Oberösterreich und Kärnten erlegten zwischen 35 und 40 Prozent dessen, was die beiden größten Länder aufbrachten, Krain etwas weniger als 25 Prozent.
Diese alten Gülteinlagen enthalten im Wesentlichen die Besitz- und Einkommensverhältnisse der einzelnen Herrschaften zum Zwecke der Berechnung der Gültsteuer sowie Aufzeichnungen über Besitzveränderungen für die Zeit von 1530 bis 1750. Die Gültsteuer ist eine Landsteuer und wird später auch so bezeichnet. Sie ist ein Vorläufer der heutigen Grundsteuer. Heutzutage sind die alten Gülteinlagen für viele Gebiete die ersten statistisch verwertbaren Angaben über die Untertanenhäuser (Feuerstätten).
An die Gülteinlagen schließt der Theresianische Kataster (auch Theresianische Fassion oder Theresianisches Gültbuch genannt) und ab 1785 der Josephinische Kataster an, welche beide noch die Besitzstände der jeweiligen Grundherrschaften als Steuerbasis heranzogen. Letzterer musste 1790 aufgehoben werden, wurde aber bis zum zwischen 1817 und 1861 erstellten Franziszeischen Kataster noch als Grundsteuerprovisorium benutzt.

## Schweiz
Die Gült (mhd. für Schuld bzw. Rente) ist eine im Schweizerischen Zivilrecht nicht länger begründbare Form des Grundpfandes (ehemals Art. 847 ff. ZGB). Im liechtensteinischen Sachenrechtes (Art 325 ff. SR) besteht sie bis heute. Die im ZGB am 1. Januar 1912 bzw. SR am 11. Februar 1923 moderne und vereinheitlichte Form der Gült hat historische Vorbilder, etwa im Zedel.

### Historische Entwicklung
Die Gült entwickelte sich im Spätmittelalter. Der Gläubiger kaufte von einem Grundstückinhaber eine Rente, für die ausschließlich mit dem belasteten Grundstück, nicht aber mit anderweitigem Privatvermögen gehaftet wurde. In der Regel konnte eine Gült nur vom Schuldner gekündigt werden (durch Rückzahlung des ursprünglichen Kaufbetrags). Man spricht von einer sogenannten ewigen Gült. Die Gült selbst konnte aber verkauft und vererbt werden. Da dies nicht als Darlehen angesehen wurde, konnte so das kirchliche Zinsverbot umgangen werden. Beidseitige, ablösbare Gülten kamen später ebenfalls in Gebrauch, mit notwendigerweise entsprechend langen Kündigungsfristen. In Deutschland kamen sie außer Gebrauch und wurden von der Hypothek abgelöst.

### Bedeutung
Obschon Gülten gegenüber anderen Grundpfändern gewisse Vorteile böten (insbesondere für den Schuldner, der nur mit dem Grundstück und nicht mit seinem ganzen Vermögen haftet), gelten sie als veraltet und sind seit der Einführung des ZGB im Jahre 1912 toter Buchstabe geblieben. Seit der einheitlichen nationalen Regelung wurden in der ganzen Schweiz kaum mehr als zwei Dutzend neue Gülten errichtet. Die wenigen noch bestehenden Gülten werden zunehmend durch Schuldbriefe abgelöst. Da Grundpfänder nach Schweizer Recht nicht verjähren, verbleibt noch eine historische Bedeutung in den Appenzeller Kantonen (Zedel) und in der Innerschweiz.
Der Wortlaut von Art. 847 ZGB vor der entsprechenden Teilrevision des ZGB (bzw. Art 325 SR):
(Zweck und Gestalt)
1 Durch die Gült wird eine Forderung als Grundlast auf ein Grundstück gelegt.
2 Sie kann nur auf landwirtschaftliche Grundstücke, Wohnhäuser und Baugebiet errichtet werden.
3 Die Forderung besteht ohne jede persönliche Haftbarkeit des Schuldners, und ein Schuldgrund wird nicht angeführt.

### Abschaffung
Der Bundesrat hat im Sommer 2005 das Eidgenössische Justiz- und Polizeidepartement beauftragt, eine Teilrevision des Immobiliarsachen- und Grundbuchrechts auszuarbeiten, welche unter anderem die Gült abschaffen sollte. Die Referendumsfrist hierfür ist am 1. April 2010 unbenützt abgelaufen, die Änderung auf den 1. Januar 2012 in Kraft getreten. Die wenigen bestehenden Gülten werden hierdurch nicht tangiert, aber es können nicht länger neue geschaffen werden.
Unter Juristen existierte das Bonmot, dass es im ZGB mehr Artikel zu Gülten als Gülten überhaupt gebe.